# Vicariat apostolique de Vientiane

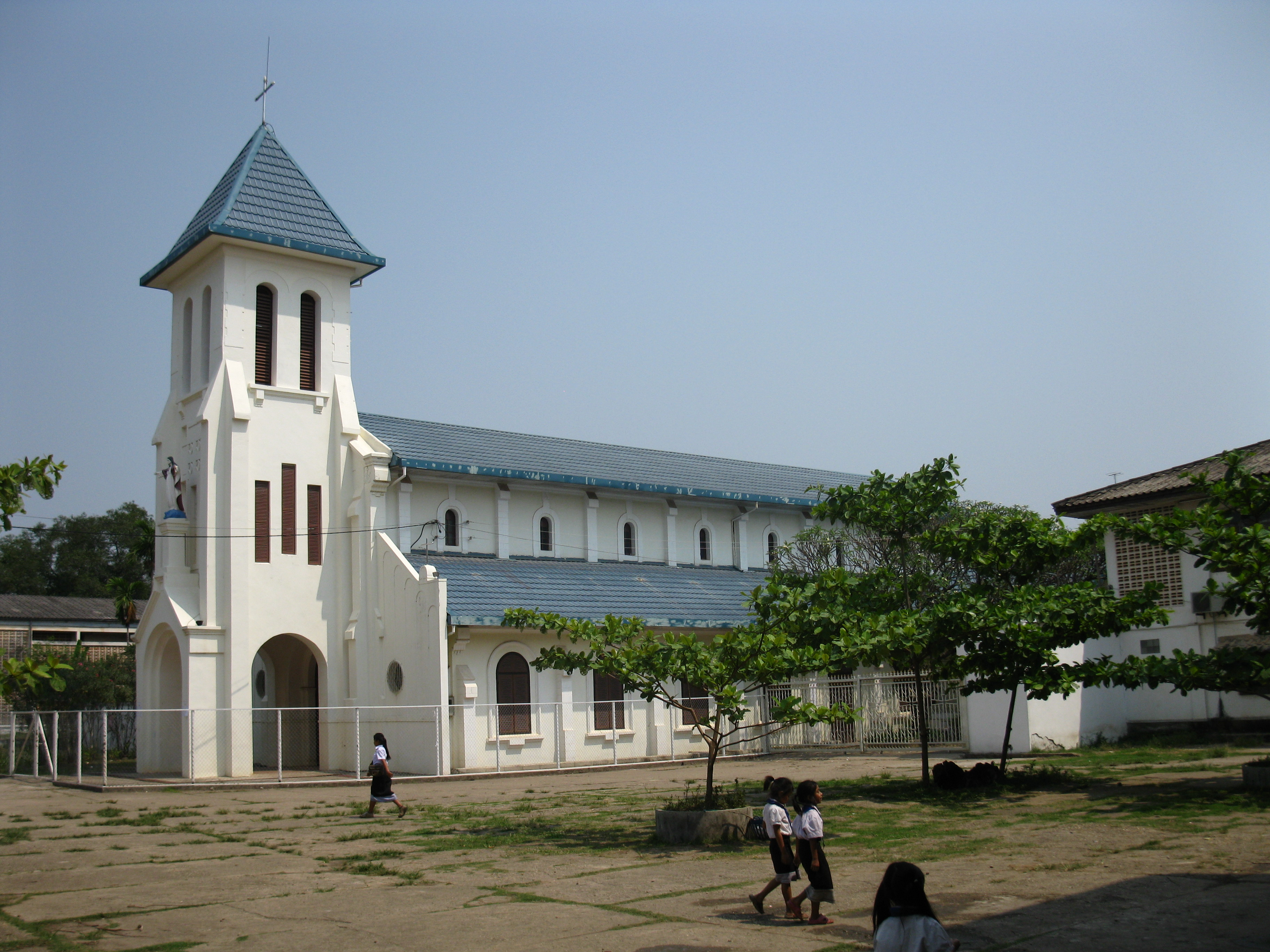
Vue de la cathédrale du Sacré-Cœur de Vientiane.

Le vicariat apostolique de Vientiane (Vicariatus apostolicus vientianensis) est un siège de l'Église catholique dépendant directement du Saint-Siège qui se trouve au milieu du Laos. En 2014, il comptait 15 000 baptisés sur 2 216 000 habitants (0,7 % de la population). Le vicariat ne dispose que de cinq prêtres.

## Territoire

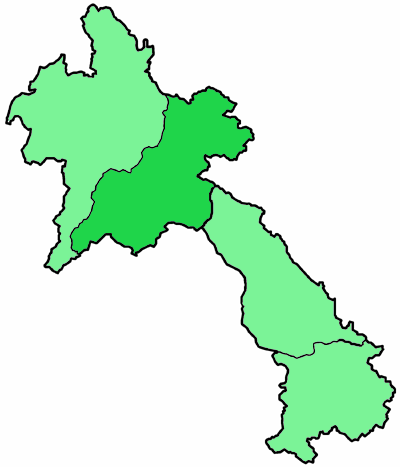
Carte du Laos avec le territoire du vicariat.

Le diocèse comprend les trois provinces laotiennes de Houaphan, Xieng-Khouang et Vientiane, la municipalité de Vientiane et la plus grande partie de la province de Bolikhamxai.
Le siège du vicariat se trouve à Vientiane (capitale du pays), à la cathédrale du Sacré-Cœur, petite église bâtie par les missionnaires français en 1928.
Son territoire est partagé en 17 paroisses.

## Historique
La préfecture apostolique de Vientiane et de Luang Prabang a été érigée le 14 juin 1938 par la bulle Ad regnum Dei de Pie XI, recevant son territoire du vicariat apostolique du Laos (aujourd'hui archidiocèse de Thare et Nonseng (en)).
Le 13 mars 1952 par la bulle Est in Sanctae Sedis de Pie XII la préfecture apostolique est élevée en vicariat apostolique et prend son nom actuel.
Le 1er mars 1963, il cède une portion de son territoire du nord à l'avantage du nouveau vicariat apostolique de Luang Prabang.

## Ordinaires
- Jean-Henri Mazoyer, o.m.i. (17 juin 1938 - 1952 démission)
- Étienne Loosdregt, o.m.i.  (13 mars 1952 - 1975 démission)
- Thomas Nantha  (22 mai 1975 - 7 avril 1984 décédé)
- Jean Khamsé Vithavong, o.m.i., (7 avril 1984 - 2 février 2017)
  - Louis-Marie Ling Mangkhanekhoun, vicaire apostolique de Paksé, administrateur apostolique de Vientiane (2 février 2017 - 16 décembre 2017)
- card. Louis-Marie Ling Mangkhanekhoun  (16 décembre 2017 - 23 décembre 2024)
- Anthony Adoun Hongsaphong depuis le 23 décembre 2024

## Statistiques
- 1950: 3 000 baptisés pour 600 000 habitants, 21 prêtres dont 18 réguliers, et 4 religieuses dans 7 paroisses.
- 1970: 14 112 baptisés pour 435 000 habitants, 53 prêtres dont 49 réguliers, 54 religieux et 45 religieuses.
- 1975: 18 000 baptisés pour 775 000 habitants, 12 prêtres dont 9 réguliers, 11 religieux et 32 religieuses.
- 1994: 12 000 baptisés pour 1 217 000 habitants, 4 prêtres séculiers et 29 religieuses.
- 2005: 11 120 baptisés pour 1 478 000 habitants, 3 prêtres séculiers, 2 religieux et 18 religieuses pour 17 paroisses.
- 2014: 15 000 baptisés pour 2 216 000 habitants, 5 prêtres dont 1 séculier, 4 religieux, 20 religieuses pour 23 paroisses.

## Sources
- (en) Chronologie des circonscriptions ecclésiastiques laotiennes
- (en) Fiche du vicariat sur catholic-hierarchy.org
- (la) Bulla Ad regnum Dei, AAS 30 (1938), p. 403
- (la) Bulle Est in Sanctae Sedis, AAS 44 (1952), p. 707